# Microrégion de Paracatu
 (février 2025).
Si vous disposez d'ouvrages ou d'articles de référence ou si vous connaissez des sites web de qualité traitant du thème abordé ici, merci de compléter l'article en donnant les références utiles à sa vérifiabilité et en les liant à la section « Notes et références ».
La microrégion de Paracatu est l'une des deux microrégions qui subdivisent le Nord-Ouest du Minas, dans l'État du Minas Gerais au Brésil.
Elle comporte 10 municipalités qui regroupaient 210 480 habitants en 2006 pour une superficie totale de 34 997 km2.

## Municipalités[1]
- Brasilândia de Minas
- Guarda-Mor
- João Pinheiro
- Lagamar
- Lagoa Grande
- Paracatu
- Presidente Olegário
- São Gonçalo do Abaeté
- Varjão de Minas
- Vazante